# Neoserica dilleri
Neoserica dilleri är en skalbaggsart som beskrevs av Frey 1972. Neoserica dilleri ingår i släktet Neoserica och familjen Melolonthidae. Inga underarter finns listade i Catalogue of Life.